# Segundo premio

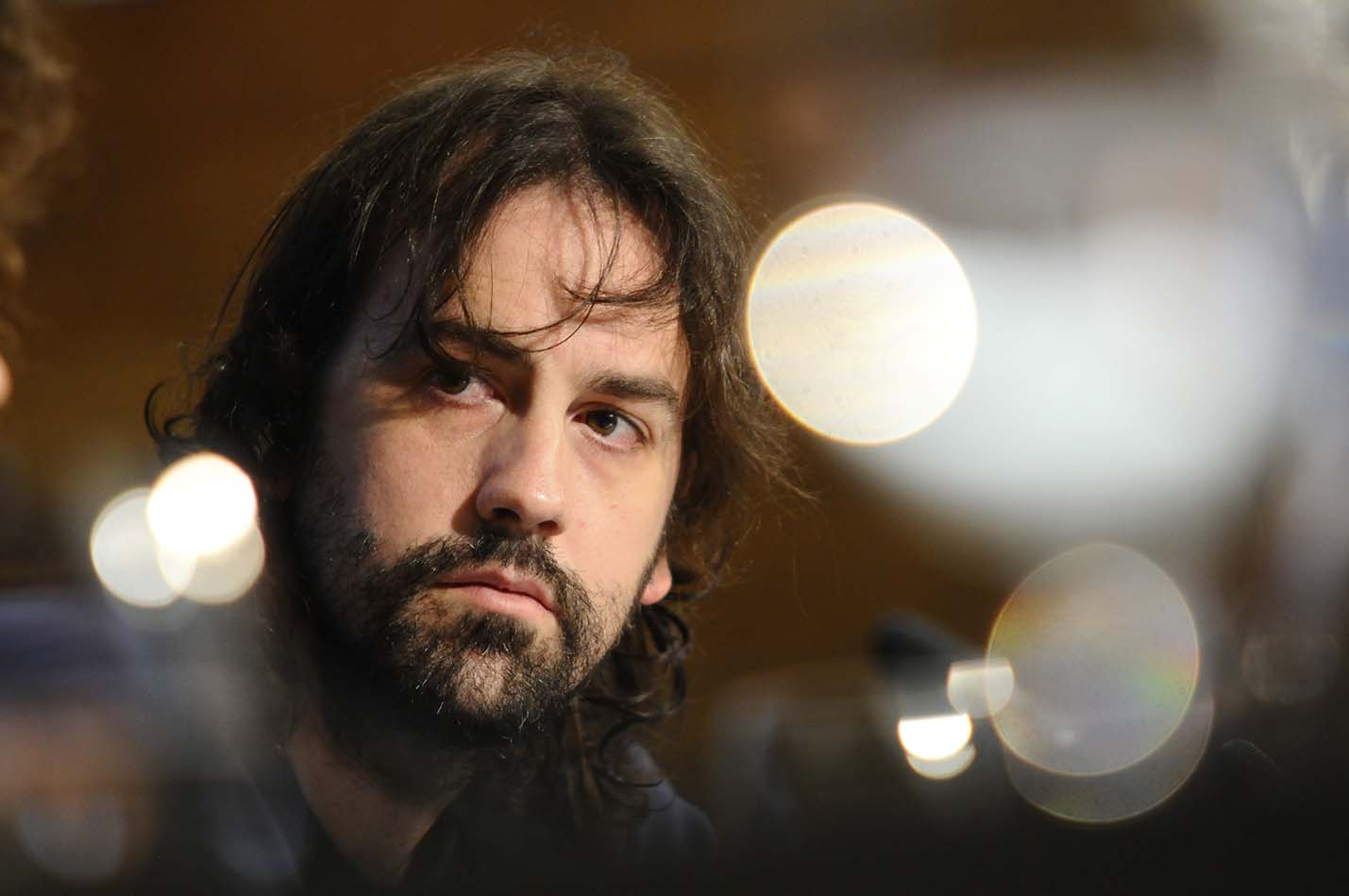
El director Isaki Lacuesta.

Segundo premio és una pel·lícula de drama musical de 2024 dirigida per Isaki Lacuesta i Pol Rodríguez i protagonitzada per Daniel Ibáñez, Stéphanie Magnin i Cristalino. Està inspirada en la història de la banda musical Los Planetas.

## Trama
Ambientada el 1998 amb el teló de fons de l'escena musical de Granada, la trama narra el procés creatiu darrere del tercer àlbum de Los Planetas: Una semana en el motor de un autobús (el seu senzill «Segundo premio» dona títol a la pel·lícula).

## Repartiment
- Daniel Ibáñez Rodríguez (com "El Cantant", transsumpte de Jota)
- Stéphanie Magnin Vella (com "La Baixista", transsumpta de May Oliver)
- Francisco Martín Ocete "Cristalino" (com "El Guitarrista", transsumpte de Florent Muñoz)
- Mario Fernández Olmedo "Mafo" (com "El Bateria", transsumpte d'Eric Jiménez)
- Javier "Chesco" Ruiz
- Eduardo Rejón
- Los Planetas (com ells mateixos)

## Producció
Originalment, Segundo premio anava a ser dirigida per Jonás Trueba, però finalment va abandonar el projecte per raons no revelades i Isaki Lacuesta va assumir l'encàrrec, mentre que Fernando Navarro es va mantenir en el guió. La pel·lícula és una coproducció hispanofrancesa de La Terrassa Films, Áralan Films, Ikiru Films, Capricci Films, Bteam Prods., Sideral Cinema i Toxicosmos AIE. Els llocs de rodatge a Granada van incloure el Campo del Príncipe.

## Llançament
La distribució de la pel·lícula va anar a càrrec de BTeam Pictures a Espanya i de Capricci Films a França. Bategat Films va adquirir els drets de venda internacional. La pel·lícula es va presentar en l'edició 27a del Festival de Màlaga el 5 de març de 2024. El 4 d'abril de 2024 va inaugurar el D'A Film Festival Barcelona. L'estrena en cinemes va arribar el 24 de maig de 2024.